# Графство Нидда
Графство Нидда (нем. Grafschaft Nidda — графство Священной Римской империи со столицей в городе Нидда в нынешнем Веттерау, Гессен. Находилось на севере долины реки Веттерау, было фьефом Фульдского аббатства.
Графство было создано указом аббатства Фульды, которое объединило владения аббатства в северной части Веттерау. Название «Графство Нидда» закрепилось за этой территорией во второй половине одиннадцатого века, когда положение Фогта над территорией было передано в феодальное владение Фольколду I из Мальсбурга. Женитьба его сына Волколда II на Нюрингахоколо 1100 г. расширила владения семьи. Из этих территорий было создано графство Нидда. Первое упоминание графа Нидды относится к 1104 году, во время правления Волколда II.
В 1155 году, поддержав пфальцграфа Рейна Германа фон Шталек против архиепископа майнца Арнольда фон Селенхофен, семья потеряла Мальсбург и другие владения в северном Гессене. Составленное во время правления Бертольда II пожертвование 1187 дает информацию о размерах графства: как минимум это была территория между поселениями Ранштадт, Айнартсхаузен, Венингс и Гельнхаар. Из-за неоднородных записей неясно, какие ещё территории принадлежали графству. Он умер бездетным в 1205/6 г., поэтому графство унаследовал его племянник Людовик I Цигенхайнский. Небольшие участки графства, вероятно, были отданы в качестве приданого двум его сестрам: Адельхайде Цигенхайнской, вышедшей замуж за Ульриха I Мюнценбергского, и вышедшей замуж за графа Изенбург Герлаха II Мехтильде.
С 1205/06 г. графство Нидда находилось во владении графов Цигенхайн. Нидда была формально отделена от Цигенхайна, и с 1259 г. перешла к младшей линии, вернувшись к основной линии в 1330 г. после брака граф Цигенхайна Иоанна I на Лукардис (Луитгарт), дочери последнего графа Нидды Энгельберта I. После того, как Иоанн II умер бездетным в 1450 г., графство Нидда вместе с графством Цигенхайн перешло к ландграфству Гессен и перестало существовать как отдельное владение. К этому моменту графство Нидда состоял из одноимённого амта с ассизами Виддерсхайм, Родхейм, Ульф и Валлернхаузен, сеньорий Лиссберг, Фулдиш Марк с половиной фогтства Эхцелль, Берштадт, Дауэрнхайм и Бингенхайм (без замка) и ассизами Буркхард и Крейнфельд.

## Графы

### Фольколд I
Фогтство Бингенхайм или Фульдская марка, вероятно, полностью или частично было доверено свободному рыцарю Фольколду I (ок. 1040—1097) из Мальсбурга аббатом Видерадом в 1065 г. или вскоре после него. Фолькольд, впервые засвидетельствованный в 1062 г., служил с тех пор как Фулдан Фогт в Бингенхайме и был основателем относительно недолговечного дома первых графов Нидды. Семья Фольколда приобрела небольшое владение в районе Циренберга на севере Гессена в X в. и основала свой замок в Мальсбурге. Неясно, построил ли замок на воде в Нидде Волкольд I или его сын Волкольд II; строительство могло быть начато отцом и завершено сыном. Название «Графство Нидда» засвидетельствовано для феодального владения в Бингхейме в этот период.

### Фолькольд II
Фолькольд II (ок. 1070 — ок. 1130) женился на Луитгартt Нюринг, дочери Бертольда Нюрингса (1050—1112). Брак принес Фолькольд аллод в районе вокруг Нидды, который стал основой графства Нидда, и, вероятно, также укрепил его притязания на титул фогта Бингенхайма, что он и сделал в 1087 г. Он перенес свою главную резиденцию из Бингенхайма в построенный в Нидде замок.
Впоследствии, в результате вражды, Фолькольд был заключен в тюрьму в Майнце, и вместе с братом Удальрихом были вынуждены сдать свои замки, Мальсбург и Шартенберг архиепископу Майнца Адальберту I, от которого они затем получили их обратно в качестве ленов. Фолькольд II остался в Нидде и оставил управление феодами своему брату. После того как Удальрих умер бездетным, к нему вернулся весь уезд.

### Бертольд I
Сын Фолькольда, Бертольд I (ок. 1110—1162), сменил своего отца на посту графа Нидды. Он расширил свои владения вокруг Нидды, обменяв унаследованную им земли в Северном Гессене и Вестфалии на местные владения аббатств Хельмарсхаузен и Абдингоф. В 1154 году он потерял свои оставшиеся вестфальские территории в Аттельне и Боке аббатству Абдингхоф в судебном процессе, разрешенном герцогом Генрихом Львом.
В 1155 году он также уступил замки Мальсбург и Шартенберг архиепископу Арнольду Майнцскому, так как в междоусобице принял сторону пфальцграфа Рейна Германа фон Шталека. Несколько других графов, поддерживавших Шталека, были осуждены императором Фридрихом I Барбароссой за нарушение мира, подвержены имперской опале и подвергнуты унизительному наказанию ношения собак. но Бертольд проигнорировал вызов в Гельнхаузен и приговор. Вместо этого он зарекомендовал себя как барон-разбойник и бандит, в качестве базы используя Альтебург. В конце концов, имперцыкомандование вынудило его принять наказание.

### Бертольд II
Следующий граф Нидды Бертольд II (умер в 1205 г.), вероятно был сыном Бертольда I. Являлся сторонником Фридриха Барбароссы. Он подарил обширные владения в Нидде, в том числе приход Нитехе (Нидда) и его дочерние церкви в Айхельсдорфа и Райхельсхаузене (ныне заброшенно, к востоку от Обер-Шмиттена), а также доходы двадцати шести других мест в районе между Эйнартсхаузеном и Эшенродом на севере и Валлернхаузеном, Венингом и Гельнхааром на юге Ордену Святого Иоанна в 1187 г. для защиты душ его родителей. Орден использовал этот дар, чтобы основать свое первое комтурство в Гессене (восьмое в Германии).
В последний раз Бертольд засвидетельствован в 1191 году как свидетель основания аббатства Конрадсдорф. После его смерти Дом Мальсбург вымер по мужской линии.